# Jean Kerlévéo
Jean Kerlévéo, né le 11 février 1910 à Pommerit-Jaudy et mort le 6 février 2000 à Saint-Brieuc, est un prêtre catholique, juriste et historien français.

## Biographie
Issu d’une famille de neuf enfants, il fait ses études à l’Institution Saint-Joseph de Lannion de 1925 à 1929, au séminaire de Saint-Brieuc de 1929 à 1933, à l’université catholique de Lille de 1933 à 1935 (Faculté de théologie, et Institut des sciences sociales et politiques). Il reprend des études de 1944 à 1951, aux Facultés de droit et de théologie de l'Université catholique de Lille, et à la Faculté de droit de Nancy. Il en sort docteur en sciences sociales et politiques (1944), docteur en théologie et docteur en droit (1951).
Diacre à Lille (1934) et ordonné prêtre à Saint-Brieuc en 1935, il est successivement vicaire à Paimpol (1935-1944), professeur et aumônier d’étudiants à l’Université catholique de Lille (1944-1951), secrétaire général adjoint de l’Enseignement libre, à Paris (1952 à 1963), recteur de Lézardrieux (1963-1966), professeur de droit public à l’Université pontificale du Latran, à Rome (1966-1971), et attaché au CNRS (1968-1976). Il est conseiller juridique de l'archevêché de Paris (1971), membre et secrétaire de la Délégation du Saint-Siège à la conférence diplomatique de l’ONU sur le droit d’asile (1977). De 1952 à 1983, il fait des conférences sur le droit français, en France et à l’étranger.
Chanoine (1956), Prélat de Sa Sainteté (1959), titulaire de nombreuses décorations, dont celle de la Légion d'honneur (chevalier en 1964 et officier en 1978). Il fut également membre de l’Académie de marine, à compter de 1973.
Il est l'auteur de nombreux ouvrages de droit et d'histoire, d'études sur l’aumônerie de Marine et de la grande pêche, ainsi que de nombreux articles paru dans L'Ami du clergé, l'Année canonique, La Documentation catholique, le Dalloz, et dans divers autres journaux et revues.

## Publications

### Historien
- Notre-Dame de Paimpol, Éditions Comprendre, 1946.
- Paimpol au temps d'Islande, avec une préf. d'Eugène Duthoit, 1re édition Chronique sociale de France, 1944. 2 vol. Nouvelle édition, Le Chasse-Marée Ar Men, 1998. (compte rendu de Maurice Le Lannou  Annales de Géographie. 1946, t. 55, no 298. p. 132-133.
- Paimpol et sa région, 1948.
- Paimpol et son terroir, publication :  Paimpol- J. Kerleveo, 1971, Prix Toutain de l'Académie française en 1972.

### Juriste
- L’Église catholique en régime français de séparation. Tome I, L'occupation des églises par le desservant et les fidèles Ed. Desclée et Cie, 1952.
- L’Église catholique en régime français de séparation. Tome II, Les prérogatives du curé dans son église, Ed. Desclée et Cie, 1956.
- L’Église catholique en régime français de séparation. Tome III, Le prêtre catholique en droit français, Ed. Desclée et Cie, 1962.
- L'Enseignement libre, service privé d'intérêt général en droit public français, Ed. Secrétariat général de l'enseignement libre, 1955.
- Qui a le droit de disposer des églises ? : églises communales et "Ordo missae" de saint Pie V, Ed. Le Centurion, 1977.
- La Loi du 2 janvier 1978 sur la sécurité sociale des ministres des cultes, membres des congrégations et collectivités religieuses, Ed. Les Amis des monastères, 1978.